# Tumnín
Tumnín (en rus: Тумнин) és un poble (un possiólok) del krai de Khabàrovsk, a Rússia, que el 2018 tenia 868 habitants. Pertany al districte rural de Vàninski.